# Rutland (gmina w stanie Vermont)
Rutland – gmina (town) w Stanach Zjednoczonych, w stanie Vermont, w hrabstwie Rutland. Gmina otacza miasto (city) Rutland.